# Château de la Motte-Valory
Le Château de la Motte-Valory ou Château de la Motte-Valori est un château français situé à Soulgé-sur-Ouette, dans le département de la Mayenne et la région des Pays de la Loire. Il est situé à 1 kilomètres 500 au Nord-Est du bourg.

## Histoire

### Désignation
- La Motte Ferrant, 1479 (Collection personnelle de l'Abbé Angot).
- La Motte Théart, 1548 (Cabinet de Louis-Julien Morin de la Beauluère).
- La Motte de Sougé, 1594 (Revue du Maine, t. XVI, p. 149).
- Le chasteau de la Motte, 1621 (Étude de Saint-Denis-d'Anjou).
- La Motte-Valory (Jaillot).
- La Motte-Serrand (Carte de Cassini)

### Histoire
Le fief était mouvant de la Ramée. Le Château porte le nom de la Famille de Valori qui est une famille patricienne, venue en France à la suite de Louis II d'Anjou, duc d'Anjou, roi de Naples. Guy de Valori, acheta la Motte de Soulgé, et fit bâtir le Château. Chevalier de l'Ordre de Saint-Michel, il mourut le 20 mai 1657.
« « La maison de la Motte de Sougé » fut occupée par un poste militaire commandé pour les royaux par le sieur de Mignonville, en 1594, après la reddition de Laval. Au mois de juillet, M. de Lavardin, gouverneur du Maine, donna ordre à Guillaume Le Clerc, sieur de Crannes, d'y conduire « quinze soldats avec un chef démembré à sa compagnie pour leur commander ». Abbé Angot »
Au commencement du XVIIe siècle, le château a été reconstruit et forme une grosse maison rectangulaire avec des ouvertures en pierres blanches moulurées aux chanfreins ; avec ses dépendances elle est enfermée dans une enceinte carrée de 60 à 80 m. ayant aux angles deux tours et deux pavillons dans l'un desquels était installée la chapelle. A la fin du XIXe siècle, la disposition ancienne existait, mais la maison était occupée par un fermier ; la chapelle servait d'étable.

### Chapelle
Le droit de chapelle, fuie à pigeons, pont-levis, douves et fossés accordé par Brandelis de Champagne, tuteur des enfants de Louis  de Champagne, son frère, avait été ratifié en 1605 par Amaury de Goyon et Marguerite de Champagne. Plusieurs mariages furent célébrés à la chapelle. Le curé Constitutionnel de Soulgé demande, le 23 janvier 1793, à acquérir trois statues de la chapelle. La date 1614 est gravée avec un calice à la porte de la chapelle, et répétée à une fenêtre du logis.

## Sources partielles
- « Château de la Motte-Valory », dans Alphonse-Victor Angot et Ferdinand Gaugain, Dictionnaire historique, topographique et biographique de la Mayenne, Laval, A. Goupil, 1900-1910 [détail des éditions] (BNF 34106789, présentation en ligne)